# 彼德·哈特利
彼德·赫特利（英語：Peter Hartley，1988年4月3日—）是一名英格蘭職業足球員，場上司職後衛，出身新特蘭青訓系統，現效力蘇超球會馬瑟韋爾。

## 生平
彼德·赫特利在2000年加盟新特蘭，他在2007/08年球季獲分配「29號」球衣。於2007年1月1日對莱斯特城的聯賽中首次後備上陣。
他在2008年2月22日被外借至車士打菲特1個月，其後延長至季尾。2009年5月28日被新特蘭放棄，隨即簽約加盟家鄉球隊哈特普爾。
2013年8月7日赫特利以沒有透露的5位數字金額轉投英甲球會。

## 外部連結
- 足球数据库：彼德·赫特利的球员统计数据
- 彼德·赫特利新特蘭官方球員介紹 （页面存档备份，存于）